# Лафит, Луи (художник)
Луи Лафит (15 ноября 1770, Париж — 3 августа 1828, там же) — французский рисовальщик,  гравёр, художник-декоратор и живописец-акварелист. 

## Биография
Луи Лафит родился в семье цирюльника. В 1778 году его отец приютил у себя дома художника Симона Лантару, который находился в отчаянном финансовом положении. Во время своего проживания в доме Лафита, Лантара возбудил у его сына интерес к живописи. Он также убедил отца Лафита, что у его сына есть дар к рисованию, поэтому мальчика отправили учиться: вначале к гравёру Жилю Демарто, а затем (в 1786 году) к знаменитому живописцу Жан-Батисту Реньо, имевшему большое число учеников, из которых многие позднее стали известными художниками. После этого Лафит был принят в Королевскую академию живописи и скульптуры, где продолжил своё обучение.
В 1791 году он получил Римскую премию за картину, изображающую Регула, принявшего решение возвратиться в Карфаген, и, таким образом, стал последним художником, отправленным в Рим за государственный счёт во время правления Людовика XVI. Он жил на вилле Медичи в 1793 году, когда протесты жителей Рима против вторжения французов в Италию вынудили его бежать из Папских владений и искать убежища во Флоренции, где он некоторое время преподавал в местной Академии художеств.
Лафит вернулся в Париж в 1796 году и в том же году женился. Финансовые проблемы вскоре вынудили его заняться декоративными работами и иллюстрациями. Он выполнил, в частности, двенадцать рисунков, раскрашенных акварелью аллегорических изображений месяцев в печатном французском республиканском календаре.
В 1800 году Лафит работал в замке Мальмезон в сотрудничестве с архитектором Шарлем Персье, выполнив, в частности, росписи в помпейском стиле для столовой. В 1809 году французский Сенат заказал Лафиту грандиозную по масштабу картину маслом, изображающую провозглашение Цизальпийской республики, но ему не удалось успешно завершить её.
С 1807 по 1808 год Лафит работал в содружестве с архитектором Жаном-Франсуа Шальгреном, руководя росписью и украшением Театра Императрицы. К сожалению, театр, второй по счёту, возведённый на этом месте, был уничтожен пожаром в 1818 году, и о его декоре можно судить только по описаниям. Ныне на этом месте располагается театр «Одеон». В следующем году Лафит помог Шальгрену украсить проектный макет Триумфальной арки. В 1811 году он создал фреску с изображением Ромула и Рема над дверями зала заседаний Сената в Люксембургском дворце.
С 1800 по 1814 год Лафит также создавал проекты росписей изделий Севрской фарфоровой мануфактуры. Затем, с 1814 по 1816 год, он сотрудничал с Мерри-Жозефом Блонделем в создании рисунка обоев на сюжет об Амуре и Психее в варианте Жана де Лафонтена. В 1816 году, воспользовавшись окончанием Наполеоновских войн, Лафит посетил Лондон, где король Георг III поручил ему создать украшения для празднования в Карлтон-Хаусе.
В 1820 году Лафит разработал украшения в честь празднования рождения в королевской семье наследника, герцога Бордоского. В 1823 году он стал кавалером ордена Почётного легиона за создание росписей в кабинете короля. Два года спустя он создал свои последние крупные работы для коронации короля Франции Карла X.
Лафит скончался в Париже после непродолжительной болезни и был похоронен на кладбище Пер-Лашез. Картины, оставшиеся после него, были проданы на импровизированном аукционе, который прошёл непосредственно в доме художника.

## Галерея

### Картины

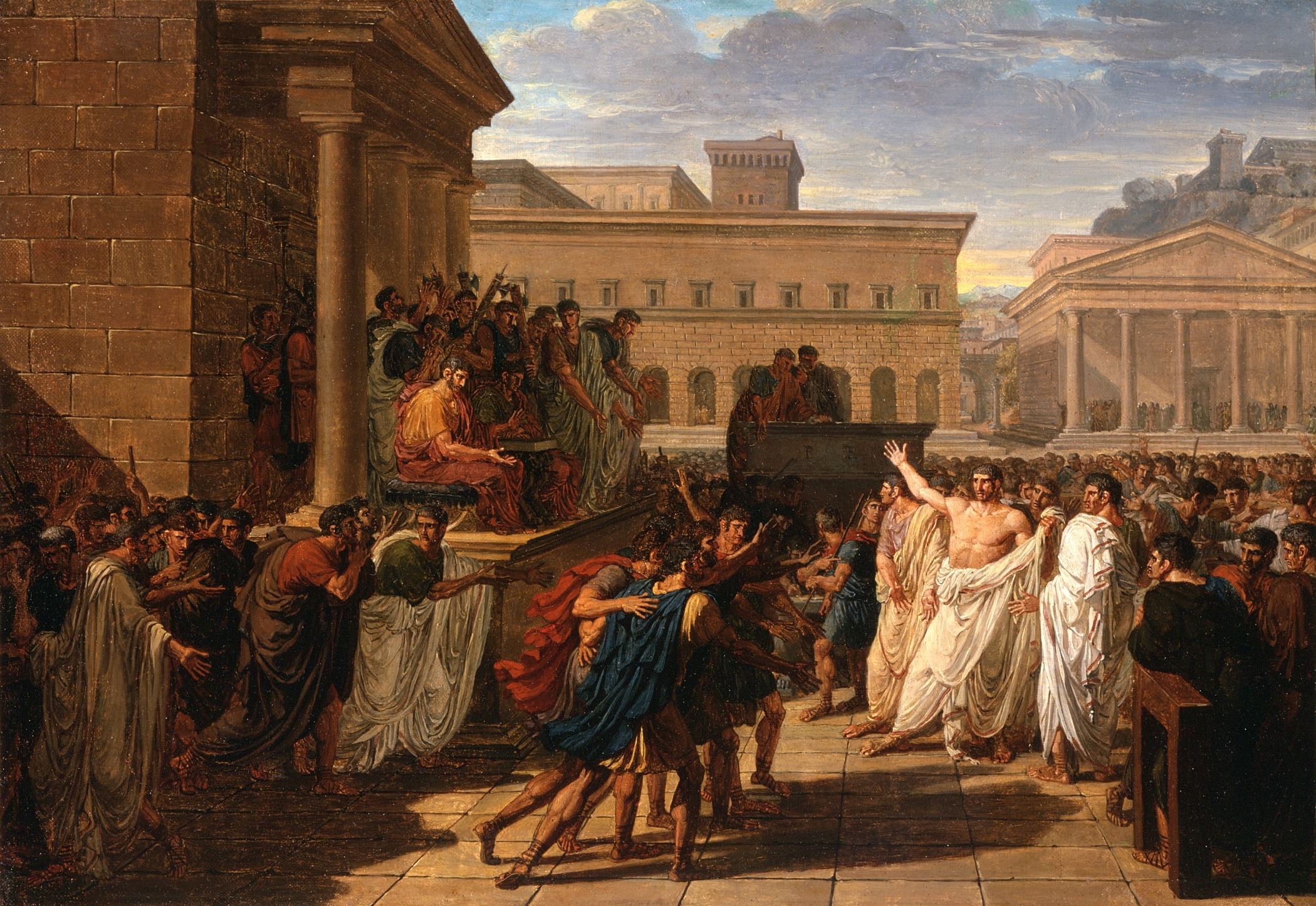
Луций Юний Брут слушает послов от Тарквиниев. Музей искусств округа Лос-Анджелес
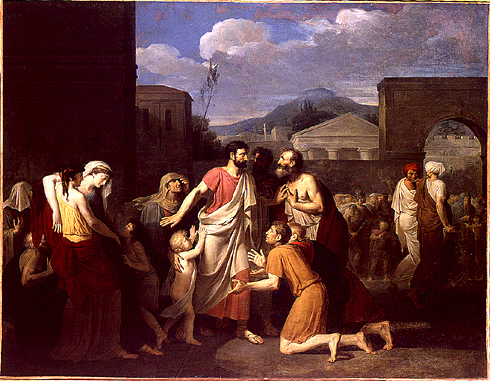
Регул решает возвратиться в Карфаген, 1791
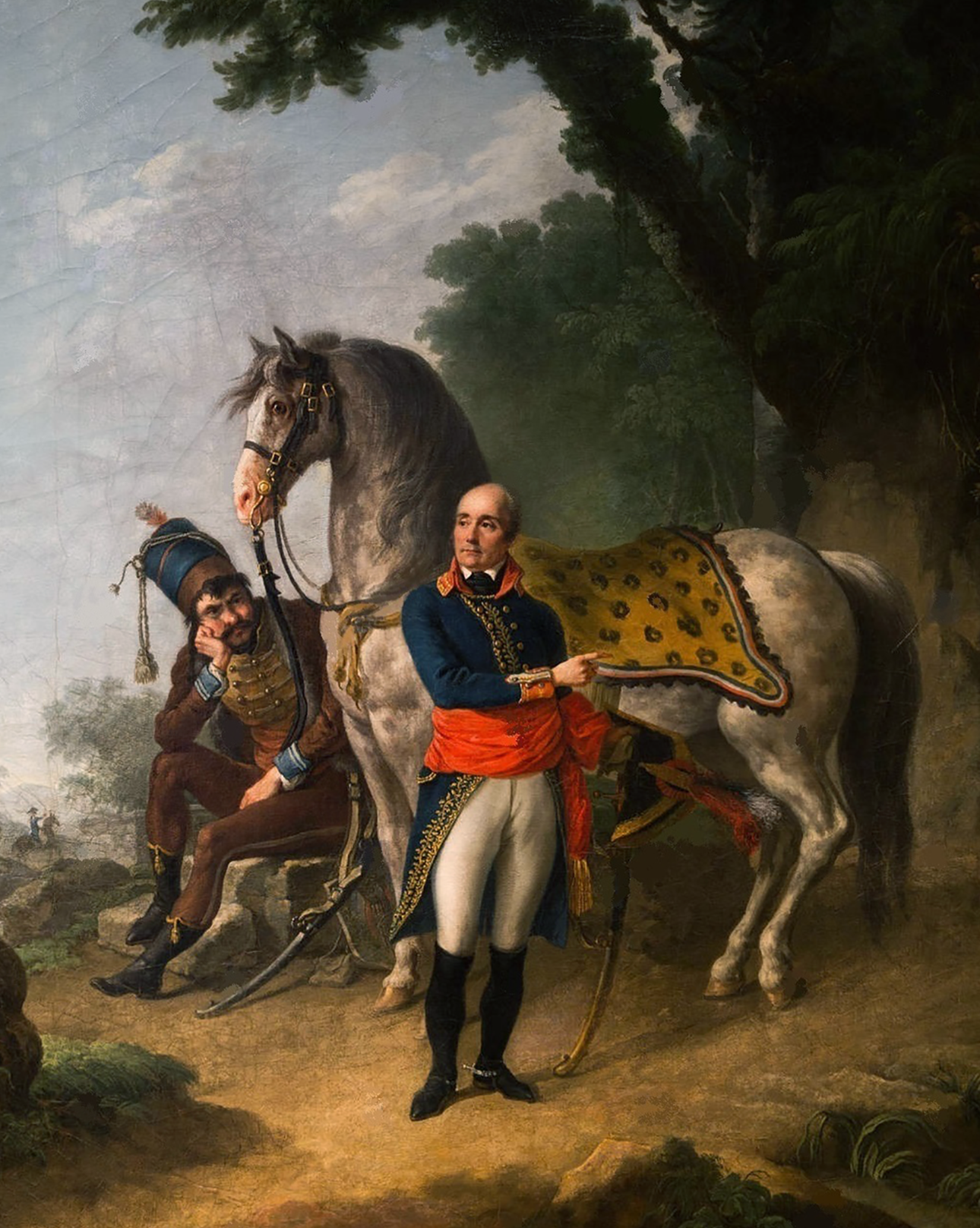
Портрет дивизионного генерала Жозефа Мари Сервана де Жербе. Музей Карнавале, Париж

### Аллегории месяцевфранцузского революционного календаря

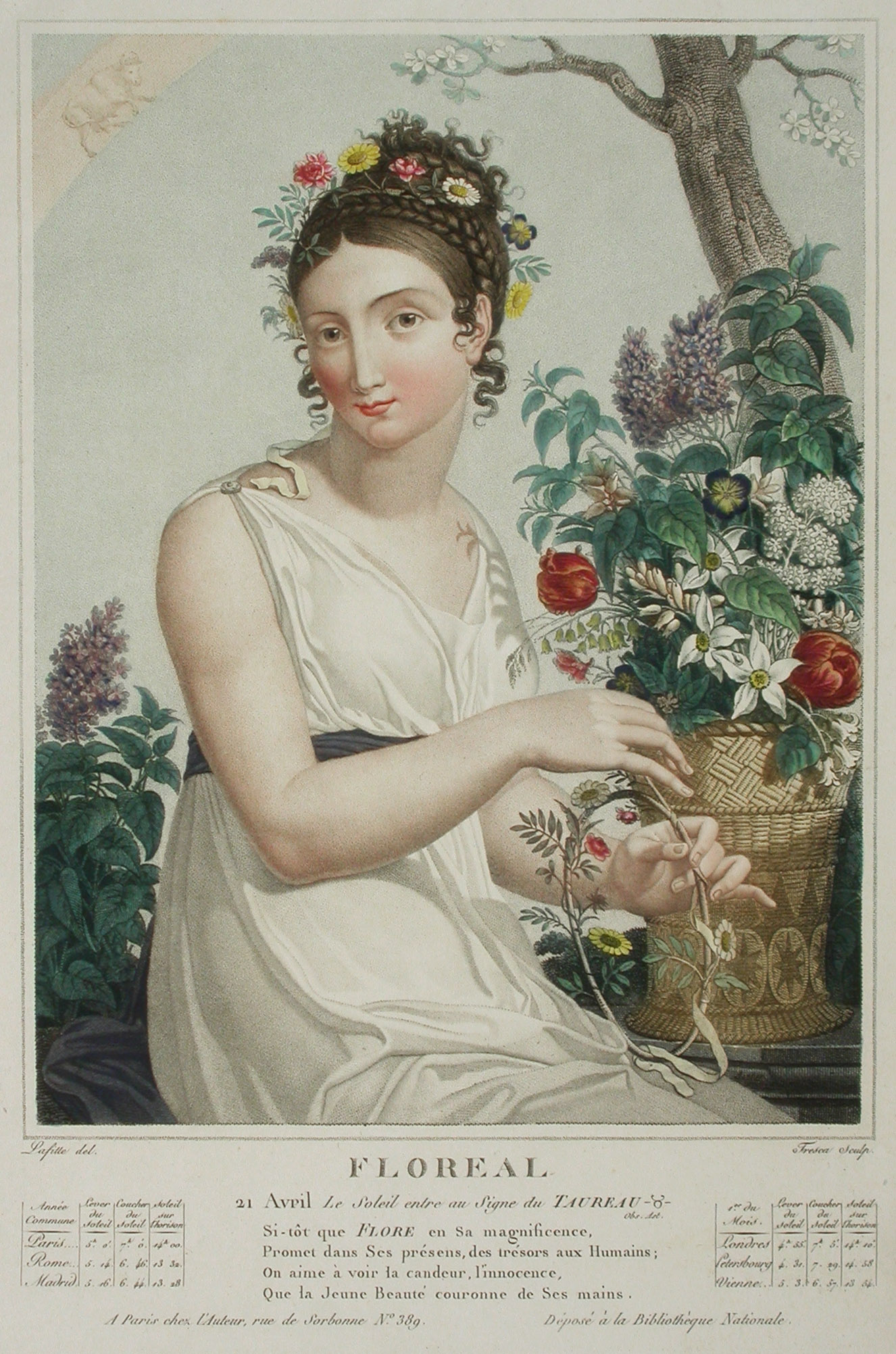
Аллегория Флореаля
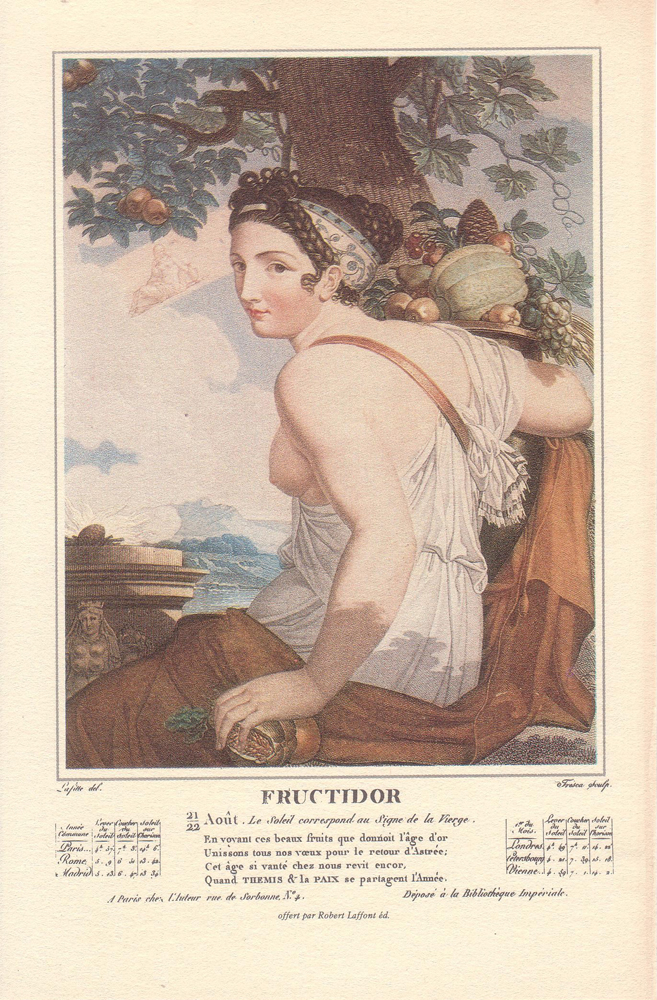
Аллегория Фрюктидора
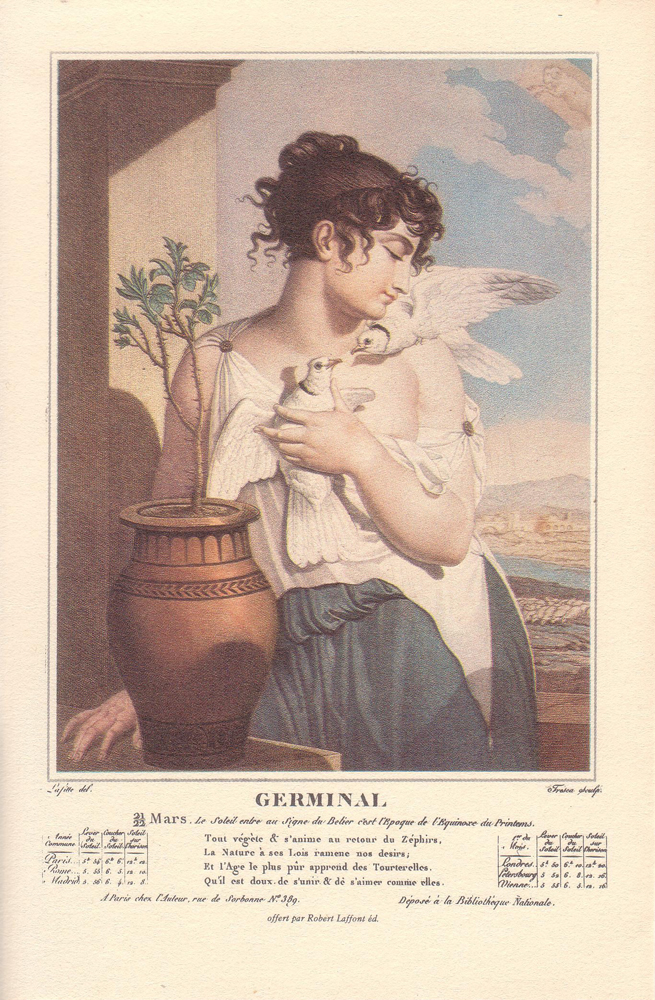
Аллегория Жерминаля
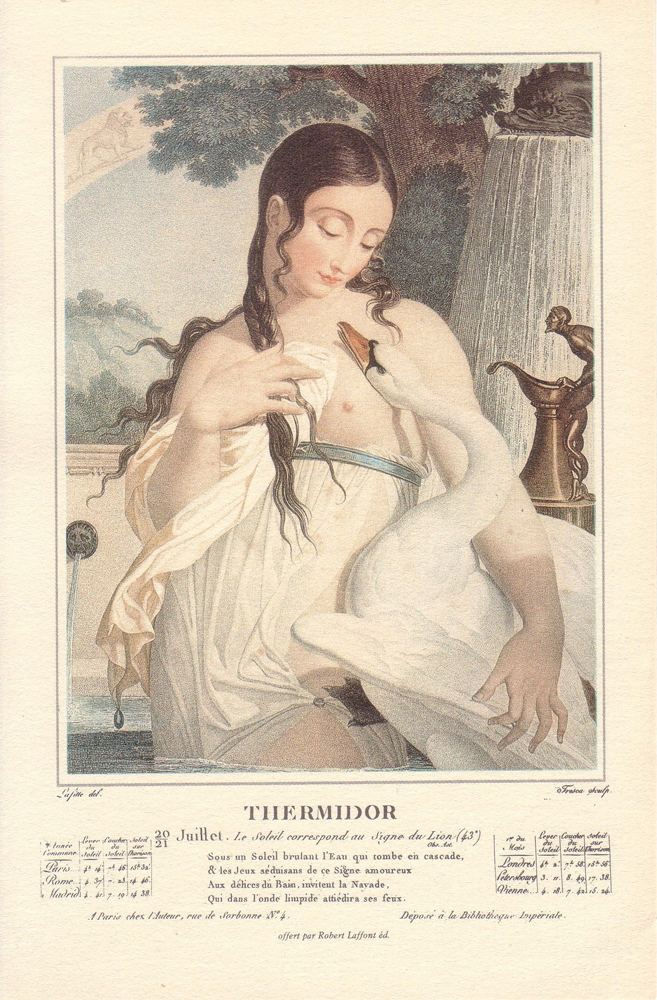
Аллегория Термидора
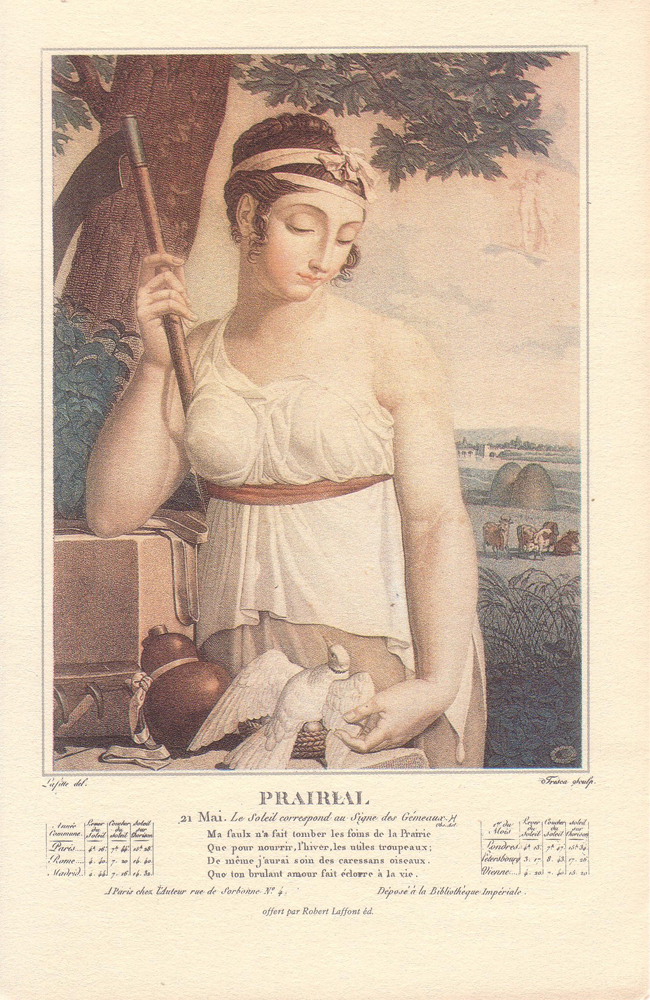
Аллегория Прериаля
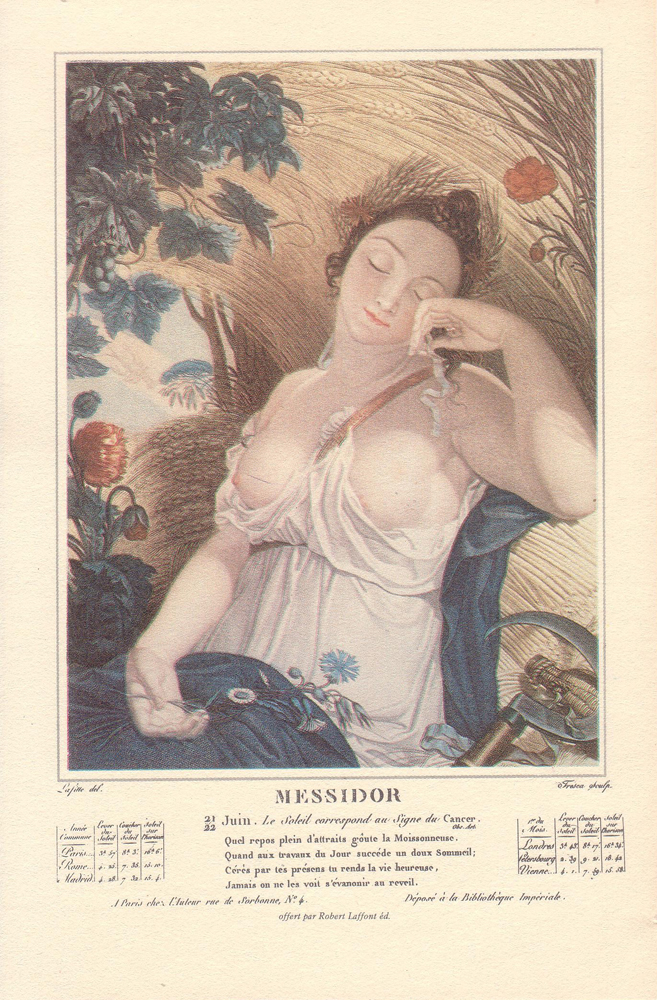
Аллегория Мессидора
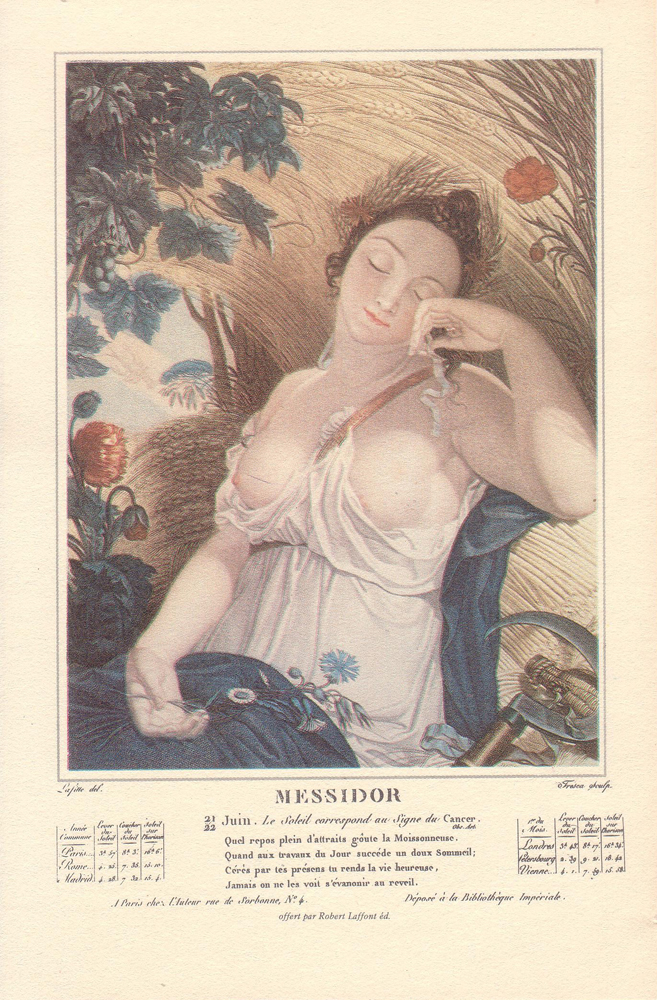
Аллегория Нивоза
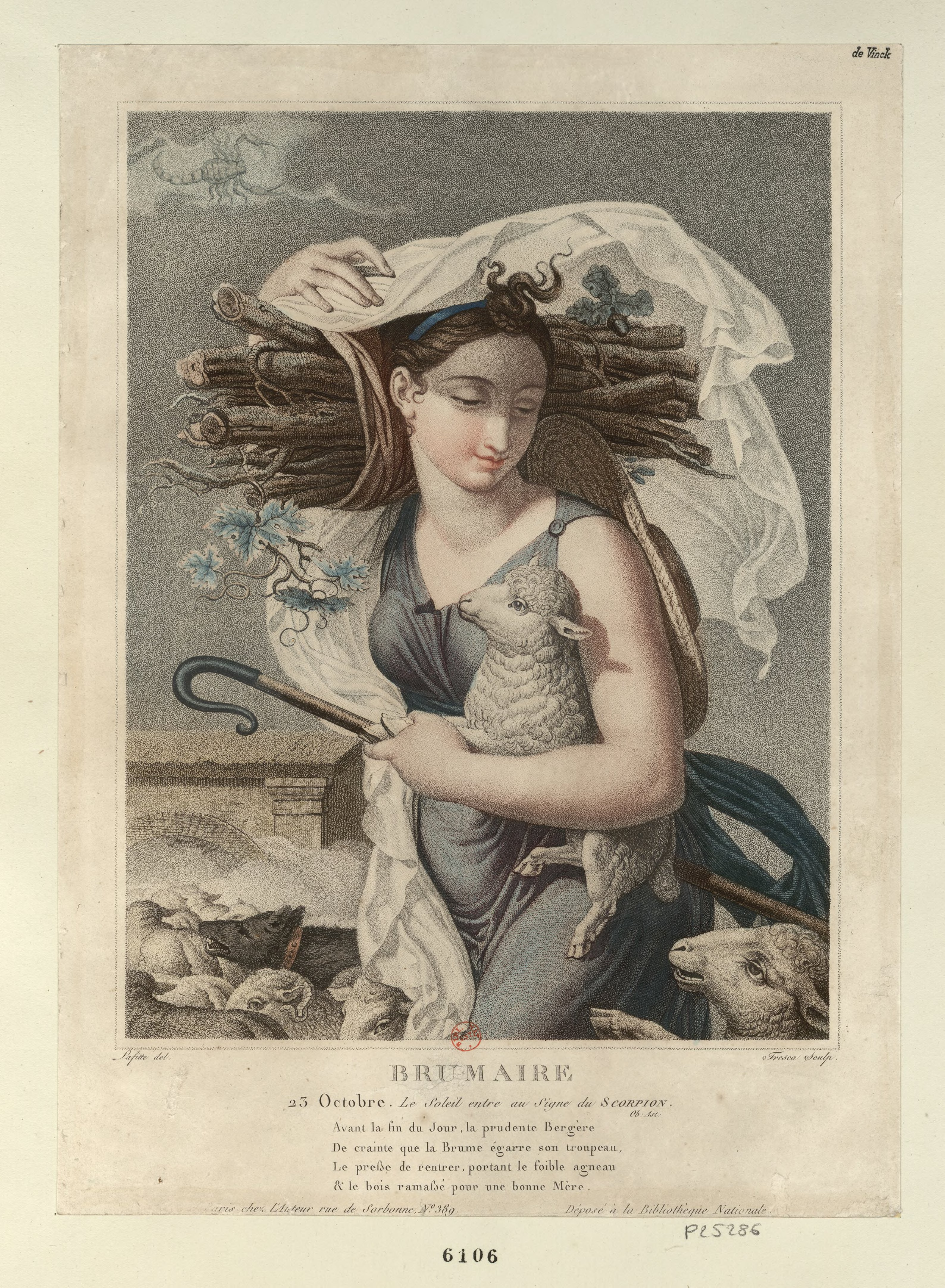
Аллегория Брюмера